# Anisodes aguzata
Anisodes aguzata är en fjärilsart som beskrevs av Paul Dognin 1893. Anisodes aguzata ingår i släktet Anisodes och familjen mätare. Inga underarter finns listade i Catalogue of Life.